# Дисульфідний зв'язок

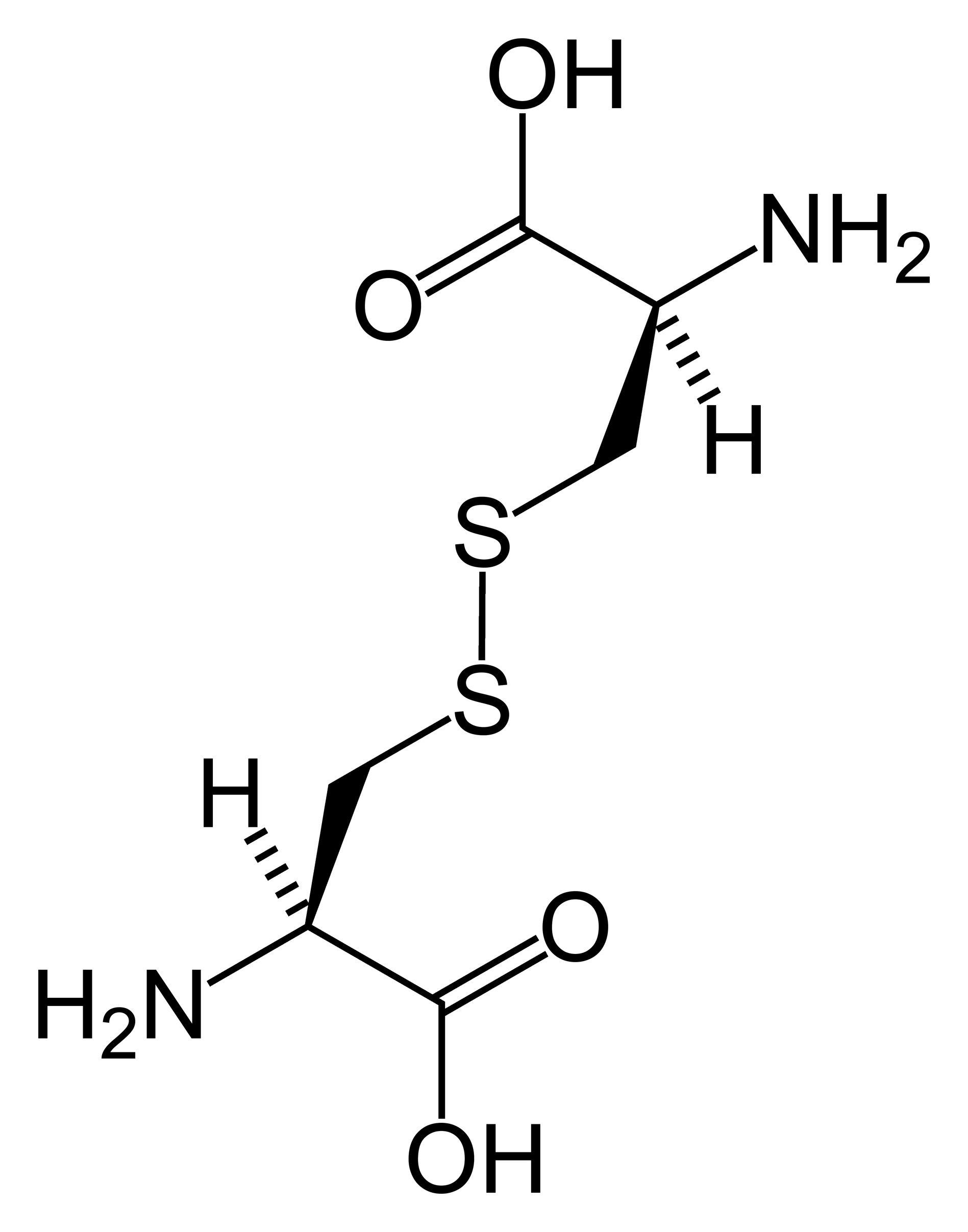
Приклад дисульфідного зв'язку, утвореного двома молекулами цистеїну

Дисульфі́дний зв'язо́к — ненасичений ковалентний зв'язок, що виникає за рахунок зв'язування двох атомів сульфуру в тіольних групах, також відомий як SS-зв'язок або дисульфідний місток. Загальна структура зв'язку, таким чином, — C-S-S-C.
Термін майже виключно використовується в біохімії, де найпоширенішим прикладом є утворення дисульфідних зв'язків у білках між амінокислотами цистеїн або (рідше) метіонін, що містять тіольні групи. Амінокислоти, що створюють дисульфідний зв'язок, можуть належати як в одному, так і різним поліпептидним ланцюжкам білка. Дисульфідні зв'язки утворюються в процесі посттрансляційної модифікації білків і служать для підтримки третинної і четвертинної структур білка.
У організмі підтримується тіол-дисульфідна рівновага, яка дозволяє регулювати активність ферментів, гормонів та згортання крові, проникність мембран. Ртуть має спорідненість до сірки, тому вона здатна порушувати дисульфідні зв'язки у білках.  
Глутатіон в організмі відновлює дисульфідні зв'язки. 